# Canton de Rennes-2
Le canton de Rennes-2 est une circonscription électorale française du département d'Ille-et-Vilaine.

## Histoire
Le canton de Rennes-II est créé par décret du 23 juillet 1973 par réorganisation des quatre cantons de Rennes en dix cantons.
Il est supprimé par le décret du 16 janvier 1985 le renommant en canton de Rennes-Centre-Ouest.
Un nouveau découpage territorial d'Ille-et-Vilaine entre en vigueur à l'occasion des élections départementales de 2015. Il est défini par le décret du 18 février 2014, en application des lois du 17 mai 2013 (loi organique 2013-402 et loi 2013-403). Les conseillers départementaux sont, à compter de ces élections, élus au scrutin majoritaire binominal mixte. Les électeurs de chaque canton élisent au Conseil départemental, nouvelle appellation du Conseil général, deux membres de sexe différent, qui se présentent en binôme de candidats. Les conseillers départementaux sont élus pour 6 ans au scrutin binominal majoritaire à deux tours, l'accès au second tour nécessitant 12,5 % des inscrits au 1er tour. En outre la totalité des conseillers départementaux est renouvelée. Ce nouveau mode de scrutin nécessite un redécoupage des cantons dont le nombre est divisé par deux avec arrondi à l'unité impaire supérieure si ce nombre n'est pas entier impair, assorti de conditions de seuils minimaux. En Ille-et-Vilaine, le nombre de cantons passe ainsi de 53 à 27. Le canton de Rennes-2 est recréé par ce décret.
Il est formé d'une fraction de la commune de Rennes. Il est entièrement inclus dans l'arrondissement de Rennes. Le bureau centralisateur est situé à Rennes.

## Représentation

### Représentation de 1973 à 1985
| Période | Période | Identité      | Étiquette   | Qualité                                                  |
| ------- | ------- | ------------- | ----------- | -------------------------------------------------------- |
| 1973    | 1985    | Georges Brand | CD puis CDS | Ferronnier d'art, adjoint au maire de Rennes (1959-1977) |

### Représentation depuis 2015
| Période élective | Période élective | Mandat | Mandat           | Identité           | Nuance | Nuance | Qualité                                                                                       |
| ---------------- | ---------------- | ------ | ---------------- | ------------------ | ------ | ------ | --------------------------------------------------------------------------------------------- |
| 2015             | 2021             | 2015   | 2020 (démission) | Damien Bongart     |        | G·s    | PS puis G·s. Responsable informatique à la Région Conseiller municipal de Rennes (2014-2020)  |
| 2015             | 2021             | 2015   | 2021             | Catherine Debroise |        | PS     | Employée, 6e adjointe au maire de Rennes (jusqu'en 2020)                                      |
| 2015             | 2021             | 2020   | 2021             | Daniel Heurtault   |        | PS     | Directeur des services généraux à La Poste, retraité                                          |
| 2021             | 2028             | 2021   | en cours         | Marion Le Frène    |        | EELV   | Cheffe de projets dans une association                                                        |
| 2021             | 2028             | 2021   | en cours         | Denez Marchand     |        | REG    | Formateur 13e vice-président du conseil départemental Membre de l'Union démocratique bretonne |

### Résultats détaillés

#### Élections de mars 2015
À l'issue du 1er tour des élections départementales de 2015, deux binômes sont en ballottage : Damien Bongart et Catherine Debroise (PS, 37,57 %) et Antoine Cressard et Laurence Taillandier (Union de la Droite, 29,57 %). Le taux de participation est de 48,04 % (9 130 votants sur 19 006 inscrits) contre 50,9 % au niveau départemental et 50,17 % au niveau national.
Au second tour, Damien Bongart et Catherine Debroise (PS) sont élus avec 58,77 % des suffrages exprimés et un taux de participation de 46,35 % (4 847 voix pour 8 809 votants et 19 005 inscrits).

#### Élections de juin 2021
Le premier tour des élections départementales de 2021 est marqué par un très faible taux de participation (33,26 % au niveau national). Dans le canton de Rennes-2, ce taux de participation est de 37,89 % (7 658 votants sur 20 211 inscrits) contre 34,85 % au niveau départemental. À l'issue de ce premier tour, deux binômes sont en ballottage : Marion Le Frène et Denez Marchand (Union à gauche avec des écologistes, 33,27 %) et Catherine Debroise et Vincent Haloua (Union à gauche, 29,93 %).
Le second tour des élections est marqué une nouvelle fois par une abstention massive équivalente au premier tour. Les taux de participation sont de 34,36 % au niveau national, 34,98 % dans le département et 37,55 % dans le canton de Rennes-2. Marion Le Frène et Denez Marchand (Union à gauche avec des écologistes) sont élus avec 53,78 % des suffrages exprimés (3 432 voix pour 7 589 votants et 20 210 inscrits),,. 

## Composition

### Composition de 1973 à 1985
Lors de sa création, le canton de Rennes-II comprend la portion de territoire de la ville de Rennes déterminée par l'axe des voies ci-après : place Saint-Jean-Eudes, rue de l'Hôtel-Dieu, rue Legraverend, avenue du 41e-Régiment-d'Infanterie, terrain du C. H. R., rue du Commandant-Charcot, terrain d'emprise de la S. N. C. F., boulevard Marbeuf, voie ferrée Rennes—Brest, limites de la commune de Vezin-le-Coquet, cours Sud de la Vilaine (jusqu'à la place de la République), rue d'Orléans, place de la Mairie, rue d'Estrées, rue Le Bastard, rue Motte-Fablet et rue d'Antrain.

### Composition depuis 2015
| Nom                            | Code Insee | Intercommunalité | Superficie (km2) | Population (dernière pop. légale)                 | Densité (hab./km2) | Modifier                                    |
| ------------------------------ | ---------- | ---------------- | ---------------- | ------------------------------------------------- | ------------------ | ------------------------------------------- |
| Rennes (bureau centralisateur) | 35238      | Rennes Métropole | 50,39            | Fraction : 43 521 (2022) Commune : 227 830 (2022) | 4 521              | modifier les données · modifier les données |
| Canton de Rennes-2             | 3519       |                  |                  | 43 521 (2022)                                     |                    | modifier les données                        |

Le canton de Rennes-2 comprend désormais la partie de la commune de Rennes située à l'est d'une ligne définie par l'axe des voies et limites suivantes : à partir de la limite territoriale de la commune de Cesson-Sévigné, route de Fougères, rue de Fougères, boulevard de Metz, rue de la Palestine jusqu'à l'intersection avec l'avenue de Grignan, place Saint-Melaine (parc du Thabor exclu), rue du Général-Maurice-Guillaudot, contour de la Motte, rue Gambetta, pont Pasteur, avenue Jean-Janvier, boulevard de Beaumont, place de la Gare, rue Raoul-Dautry, ligne de chemin de fer de Paris-Montparnasse à Brest, rue Saint-Hélier, rue Adolphe-Leray, boulevard Franklin-Roosevelt, rue de Vern, rue Martin-Feuillée, boulevard Léon-Bourgeois, rue de Châteaugiron, rue de la 87e-Division-Territoriale, rue Auguste-Pavie, jusqu'à la limite territoriale de la commune de Cesson-Sévigné.
Il comprend les quartiers de Thabor, Saint-Hélier, Alphonse Guérin, Longs-Champs, Beaulieu et Jeanne d'Arc.
Il regroupe désormais la partie Est du Canton de Rennes-Centre et le Canton de Rennes-Est.

## Démographie
En 2022, le canton comptait 43 521 habitants, en évolution de +6,72 % par rapport à 2016 (Ille-et-Vilaine : +5,46 %, France hors Mayotte : +2,11 %).
| 2013   | 2018   | 2022   |
| ------ | ------ | ------ |
| 39 704 | 41 847 | 43 521 |